# Ana Galarza
Ana Mercedes Galarza Añazco (Ambato, 23 de setembro de 1989) é uma política, modelo e psicóloga equatoriana que atuou como deputada da Assembleia Nacional do Equador e foi destituída do cargo.

## Biografia
Nascida em 23 de setembro de 1989 em Ambato, província de Tungurahua. Em 2007 conquistou o título de beleza de "Rainha de Ambato". Ela estudava psicologia na Pontifícia Universidade Católica do Equador quando competiu no Miss Equador 2010 representando Tungurahua, onde foi finalista, o que lhe permitiu participar do Miss Mundo 2010 representando Equador. Ela ficou entre as 20 primeiras na competição de pista rápida no Miss Miss Mundo Talento.
Nas eleições legislativas de 2017, participou como candidata à Assembleia Nacional pelo Movimiento CREO, conquistando um assento representando sua província. Nesse cargo, participou do processo de auditoria contra o então vice-presidente Jorge Glas, entregando documentação que o vinculava a atos de corrupção.
Em 10 de janeiro de 2018, foi suspensa por 10 dias por acusar o Conselho de Administração Legislativo de arrogação de funções por não ter qualificado o primeiro processo político contra Jorge Glas.
A partir de 2019, foi acusada de enriquecimento ilícito, uso doloso de documentos falsos e de manipular  acusações por seu ex-assessor Lenin Rodríguez e o parlamentar Ronny Aleaga, próximo ao ex-presidente Rafael Correa.
O legislativo, em resposta à denúncia, organizou uma Comissão Multipartidária presidida por Raúl Tello, que se encarregou de conduzir a investigação para a Assembleia.  A comissão enviou seu relatório em 24 de janeiro, pedindo uma sanção administrativa, mas dias depois uma minoria da comissão enviou outro relatório no qual a deputada Amapola Naranjo pedia a destituição de Galarza. Em 7 de janeiro, a sessão plenária da Assembleia Nacional, com 91 votos, aceitou a destituição de Galarza.
Em 4 de abril de 2021, a procuradora-geral Diana Salazar Méndez solicitou a Corte Nacional de Justiça o arquivamento das acusações contra Galarza, o que a juíza Daniella Camacho confirmou em 7 de dezembro de 2021.